# Septembre 2001

## Samedi1erseptembre2001
- En France : Safir Bghioua, un habitant du quartier de la Devèze à Béziers (Hérault), âgé de 25 ans, attaque au lance-roquettes une patrouille de police dépêchée sur place à la suite d'une altercation entre une bande de maghrébins et une autre de gitans[réf. souhaitée]. Il tire ensuite à la Kalachnikov sur la façade du commissariat central[1].
  - Retranché, il tue le lendemain matin, d'une rafale de pistolet-mitrailleur, Jean Farret, chef de cabinet du maire de Béziers, avant d'être lui-même tué par les policiers du GIPN de Marseille. Dans le coffre de sa voiture BMW, les policiers découvrent plusieurs armes de guerre de fabrication chinoise, anciennes de 1957 et 1966[2] : Kalachnikov, bazooka, explosifs, cartouches….

## Dimanche2 septembre 2001
- Décès à Paphos dans l'île de Chypre du professeur de Chirurgie Christiaan Barnard, à l'âge de 78 ans. Il fut l'auteur de la première greffe cardiaque, au Cap, en Afrique du Sud, en 1967.
- Formule 1 : Grand Prix automobile de Belgique.

## Mardi4 septembre 2001
- En France :
  - le juge Éric Halphen est dessaisi de l'affaire des HLM de Paris.
  - Jean-Pierre Chevènement, président du MDC annonce à Belfort sa candidature à l'élection présidentielle.
- En Afghanistan, ouverture du procès de 2 Américaines, 2 Australiens et 4 Allemands, membres de l'organisation humanitaire protestante Shelter Now International (SNI), accusés de prosélytisme chrétien.
- Attentat suicide palestinien à Jérusalem : 12 passants blessés (en plus de la mort du kamikaze).

## Mercredi5 septembre 2001
- À Bastia, en Corse, assassinat de Nicolas Montigny, un des proches de François Santoni, assassiné le 17 août.

## Jeudi6 septembre 2001
- En Macédoine, le Parlement vote la réforme constitutionnelle prévue par l'accord du 13 août, visant à accroître les droits de la communauté albanaise.

## Vendredi7 septembre 2001
- Opération Lindbergh de téléchirurgie.
- Lancement de plusieurs chaînes de télévision spécialisées anglophones au Canada.

## Samedi8 septembre 2001
- À Durban, en Afrique du Sud, la 3e conférence mondiale contre le racisme s'achève dans une complète confusion.
  - Israël et les États-Unis ont pesé de tout leur poids afin que le projet de résolution finale, assimilant le sionisme à une forme de racisme, soit écarté.
  - Un accord minimal est finalement obtenu, in extremis, après une demi-journée supplémentaire de négociations.
  - Pour un témoignage sur cette conférence, on peut lire : Joëlle Fiss, "Durban : Chronique angoissée d'une jeune juive de ce siècle", La Règle du jeu, no 26, septembre 2004, p. 20-58

## Dimanche9 septembre 2001
- Bilan de la fréquentation des aéroports européens an 2000 : Londres Heathrow 64,6 millions de passagers (+3,8 %), Francfort 49,4 millions (+7,6 %), Paris-CDG (+11,8 %), Amsterdam 39,6 millions (+7,7 %), Madrid 32,8 millions, Londres Gatwick.
- À Kwaja Bahauddin en Afghanistan, deux faux journalistes arabes perpètrent un attentat suicide contre le commandant Massoud, qui est grièvement blessé (Il décèdera de ses blessures).
- En Chine, édition du Plan d'investissement ferroviaire 2001-2005 : 7 000 km de voies ferrées nouvelles seront construites pour 21,7 milliards d'€.
- En Israël, Deux attentats suicides palestiniens :
  - un attentat à la gare de Nahariya : une soixantaine de blessés, 4 morts dont le kamikaze, un arabe israélien.
  - un attentat près de Netanya : seul le kamikaze est tué.
  - Bombardements de représailles israéliens contre des bâtiments administratifs palestiniens.
- À 1 heure, 46 minutes et 40 secondes, le timestamp UNIX dépassait le milliard.

## Lundi10 septembre 2001
° Célébration des 30 ans de carrière de Michael Jackson 

## Mardi11 septembre 2001

### Attentats du World Trade Center
- Deux Boeing 767 détournés par des terroristes kamikazes s'écrasent sur les deux tours jumelles du World Trade Center, symboles de la puissance américaine.
  - Les deux avions des compagnies American Airlines et United Airlines avaient 92 et 65 passagers et membres d'équipage à leur bord.
  - Les deux tours s'embrasent et s'écroulent totalement malgré leurs structures métalliques conçues pour résister à de tels impacts.
  - En début de soirée, un troisième immeuble de 47 étages la tour 7 du WTC, qui n'a pas été directement touché (par les 2 avions) s'effondre.
- Un Boeing 757 avec 64 personnes à bord, lui aussi détourné, s'écrase sur une des façades du Pentagone. Il semblerait que sa cible initiale était la Maison-Blanche.
  - Un autre Boeing 757 avec 44 personnes à bord est également détourné, mais les passagers s'étant révoltés, il s'écrase près de Shanksville en Pennsylvanie. Il semblerait que sa cible était le Capitole.
  - En visite en Floride, le président George W. Bush après une réunion de ses conseillers sur la sécurité nationale à la base militaire d'Offut (Nebraska), siège du commandement aérien, déclare : « Aujourd'hui (…), notre mode de vie et notre liberté ont été attaqués (…). »
  - Les premiers soupçons se portent sur les réseaux islamistes d'Oussama ben Laden. Au total, 16 terroristes (en comptant les agents de bord) sont à l'origine de la mort de 2 977 personnes et entre 6 500 et 25 000 blessés.
- En France :
  - Un Conseil restreint est réuni en urgence autour de Jacques Chirac, Président de la République, et Lionel Jospin, Premier Ministre, avec les ministres des Affaires étrangères, de la Défense, de l'Intérieur et des Transports. Le plan Vigipirate est réactivé.
  - Dans la soirée, Jacques Chirac prononce un discours retransmis à la télévision : « Jamais aucun pays dans le monde n'a été la cible d'attentats terroristes d'une telle ampleur, ni d'une telle violence. Je veux redire au peuple américain la solidarité de tous les Français dans cette dramatique épreuve. »
  - Le ministre de l'intérieur Daniel Vaillant donne l'ordre aux policiers de circuler toutes sirènes hurlantes, mais sans s'arrêter, dans le but de marquer la présence de la Police, mais en évitant l'affrontement avec les groupes hostiles et vraisemblablement armés.

### Autre évènement
- Adoption par l'Organisation des États américains de la Charte démocratique interaméricaine à Lima au Pérou.

## Mercredi12 septembre 2001
- En France, le gouvernement décide la mise en œuvre du plan Vigipirate, réactivé et renforcé en urgence dès la veille au soir.
- La Communauté européenne adopte Le Livre Blanc sur « La politique européenne des transports à l'horizon 2010 : l'heure des choix », et met pour la première fois les besoins des usagers au cœur de sa stratégie et propose près de soixante mesures pour réussir ce pari.
- Aux États-Unis, le Président George W. Bush jure d' « engager une lutte monumentale du Bien contre le Mal ».
- Les pays membres de l'OTAN décident de mettre en œuvre le mécanisme de solidarité militaire prévu par son article 5, et jamais utilisé depuis la signature du traité de l'Atlantique nord en 1949.
- Le Conseil de sécurité de l'ONU vote la résolution 1368 qui reconnaît aux États-Unis « le droit à la légitime défense individuelle ou collective ».

## Jeudi13 septembre 2001
- Le FBI annonce les dix premières arrestations, et la découverte de manuels de pilotage en arabe dans la voiture d'un des kamikazes, ainsi que le passeport d'un autre kamikaze dans les décombres du « World Trade Center ».
- Le gouvernement pakistanais promet une coopération sans limite avec le gouvernement américain.

## Vendredi14 septembre 2001
- Dans tous les pays de l'Union européenne, trois minutes de silence sont respectées, à midi, à la mémoire des victimes des attentats du 11-Septembre.
- La Communauté européenne propose de modifier les règles communes en ce qui concerne la sécurité maritime et la prévention de la pollution par les navires.
- Aux États-Unis, « Journée nationale de prière et de souvenir ».
  - 50 000 réservistes sont rappelés sous les drapeaux.
  - Une première liste de 19 pirates de l'air supposés est publiée par le FBI.
  - Le secrétaire d'État Colin Powell désigne officiellement Oussama ben Laden comme le commanditaire probable des attentats.
- Les parlementaires américains votent « la guerre au terrorisme ».

## Samedi15 septembre 2001
- En Afghanistan, l'opposition annonce officiellement la mort du commandant Massoud.
- Le Congrès américain, à l'unanimité moins une voix, autorise le président George W. Bush à Recourir à la force et débloque une enveloppe de 40 milliards de dollars.

## Dimanche16 septembre 2001
- En Palestine, Yasser Arafat donne un ordre de cessez-le-feu « à tous les hommes en uniforme sous (son) commandement »
- Formule 1 : Grand Prix d'Italie.

## Lundi17 septembre 2001
- Aux États-Unis :
  - Le président George W. Bush déclare vouloir capturer Oussama ben Laden mort ou vif et annonce une première prime de 5 millions de dollars.
  - Réouverture de la bourse de Wall Street à New York, et malgré une baisse de 7,13 %, le krach redouté est évité. Par contre le cours de l'or fait un bond de 271 à 290 dollars l'once (à comparer aux 850 dollars l'once atteint en janvier 1980).
  - La compagnie aérienne Continental Airlines s'affirme au bord de la faillite, et place 12 000 personnes en chômage technique. L'administration Bush réunit dans la semaine les représentants du secteur aérien américain.
- À Genève, accord à l'OMC, après 15 ans de négociations, la Chine va être admise à l'organisation dès le début de 2002.

## Mardi18 septembre 2001
- Le président Jacques Chirac est reçu à la Maison-Blanche par le président George W. Bush. La participation de la France à une action militaire est évoquée.
- Un islamiste Toukal Zaccharia, est arrêté en région parisienne, Il avait été condamné en 1999 à trois ans de prison pour association de malfaiteurs en relation avec une entreprise terroriste. Conduit à Marseille pour expulsion, il est relâché le 21 pour vice de forme du fait du nouveau code pénal.
- En Afghanistan, un millier d'oulémas demandent aux autorités du pays de persuader Oussama ben Laden de quitter volontairement le pays, mais menace les États-Unis d'une guerre sainte s'ils ne font pas preuve de retenue.
- Le gouvernement israélien ordonne la suspension de toutes ses opérations offensives, et Tsahal se retire des zones palestiniennes autonomes qu'elle occupait.
- Le Hamas et le Jihad islamique rejettent le cessez-le-feu de Yasser Arafat.

## Mercredi19 septembre 2001
- L'Allemagne décide de débloquer 1,5 milliard d'euros pour lutter contre le terrorisme[3].

## Jeudi20 septembre 2001
- En France :
  - Le ministère de l'Équipement, des Transports et du Logement met en ligne sur son site un dossier consacré à la réouverture du tunnel du Mont-Blanc : http://www.equipement.gouv.fr/mont-blanc/index.htm
  - Point de presse conjoint de Jacques Chirac et de Tony Bblair, Premier ministre du Royaume-Uni à l'issue du petit-déjeuner Point de presse du 20.09.01
- Le président George W. Bush avertit les pays du monde : « Ou bien vous êtes avec nous, ou bien vous êtes avec les terroristes ».

## Vendredi21 septembre 2001
- En France :
  - Arrestation dans la région parisienne, de 7 individus soupçonnés d'appartenir à un réseau de Ben Laden et de préparer un attentat contre les intérêts américains.
  - Dans la périphérie de Toulouse, une violente explosion détruit l'usine chimique AZF, et tout un quartier d'habitation : 31 morts et plus de 2 400 blessés, 2 000 logements détruits et 10 000 autres endommagés ainsi que 69 écoles, 18 collèges et l'université Toulouse-Jean-Jaurès.

- - Selon le baromètre Louis Harris-Valeurs actuelles, Jacques Chirac est à 68 % d'opinions favorables (+6 points) et Lionel Jospin 55 % (-1 point).
- Après 5 jours de cotation à Wall Street, le Dow Jones enregistre une chute totale de 14 %.
- Au Pakistan, nouvelles manifestations islamistes de soutien aux talibans afghans.

## Samedi22 septembre 2001
- En Corse, le 22 et 23 septembre, placements en garde à vue de 9 nationalistes, soupçonnés d'implication dans l'assassinat de Jean-Michel Rossi, le 7 août 2000.
- Du 22 au 25 septembre, voyage du pape Jean-Paul II au Kazakhstan.
  - Le 23, Messe à Astana, en présence de 25 000 musulmans.

## Dimanche23 septembre 2001
- En France, élections sénatoriales lors desquelles la « gauche plurielle » gagne 12 sièges.

## Lundi24 septembre 2001
- En France, la thèse de l'accident, dans l'explosion de l'usine chimique AZF, est officiellement retenue à « 99 % ». Cette annonce, bien rapide, va être le début d'une importante controverse.
- Le président George W. Bush annonce le gel, dans le monde entier, des avoirs de 27 organisations et individus soupçonnés d'être liés à Oussama ben Laden.
- Le président russe Vladimir Poutine, offre de mettre à la disposition des américains, les bases aériennes russes d'Asie centrale, et d'ouvrir l'espace aérien russe aux vols transportant de l'aide humanitaire.

## Mardi25 septembre 2001
- En France :
  - Mise en examen et incarcération des 7 individus arrêtés le 21 septembre, dans la région parisienne et soupçonnés d'appartenir à un réseau lié à Ben Laden. 4 autres arrestations sont faites.
  - Première « journée d'hommage national aux harkis ».
- Aux États-Unis :
  - Le gouvernement américain renomme l'opération « Justice sans limites » en « Liberté immuable ».
    - La prime de 5 millions de dollars, offerte le 17 septembre, par le président George W. Bush pour la capture de Oussama ben Laden mort ou vif est portée à 25 millions de dollars.

  - Décès à New York, du violoniste américain Isaac Stern à l'âge de 81 ans.
- Du 25 au 27 septembre, voyage de Jean-Paul II en Arménie, à l'occasion du dix-septième centenaire de son baptême.

## Mercredi26 septembre 2001
- En Corse, le mouvement Corsica Nazione se retire du processus de Matignon.
- Cérémonie œcuménique d'hommage aux victimes dans la Cathédrale Saint-Étienne de Toulouse, en présence du président Jacques Chirac et du premier ministre Lionel Jospin
- Aux États-Unis :
  - En Virginie, Le FBI annonce l'arrestation de Mohammed Abdi, témoin essentiel dans les attentats du 11 septembre.
  - Le secrétaire-adjoint à la Défense, Paul Wolfowitz déclare aux ministres de la Défense de l'OTAN : « Pour l'instant, nous n'anticipons pas d'action collective ».
- En Afghanistan, importante manifestation anti-américaine à Kaboul. Des émeutiers incendient l'ancienne ambassade des États-Unis.
- À Gaza, rencontre entre Yasser Arafat et Shimon Peres après trois reports successifs.
  - Le soir même, cinq chars israéliens pénètrent à nouveau en territoire autonome palestinien près de Rafah.
- En Macédoine, fin de l'opération « Moisson essentielle », organisée par l'OTAN et lors de laquelle 3 875 armes ont été officiellement récupérées.
  - Lancement d'une nouvelle opération « Renard roux », destinée à protéger les observateurs civils internationaux grâce au déploiement de 700 soldats.

## Jeudi27 septembre 2001
- En France, concernant l'explosion de l'usine chimique AZF, début d'une controverse d'experts à travers la presse, selon lesquels plusieurs éléments contredisent la thèse officielle d'un accident, annoncé curieusement très rapidement.
- Devant la presse, à Berlin, le président du conseil italien Silvio Berlusconi affirme « la supériorité de la civilisation occidentale », ce qui entraîne de vives réactions internationales.
- Au Parlement cantonal de Zoug en Suisse, un forcené abat 14 parlementaires et en blesse 18 autres avant de se suicider.

## Vendredi28 septembre 2001
- En France :
  - Devant le tribunal correctionnel de Paris, ouverture du procès de 24 membres présumés du mouvement islamiste Takfir-Wal-Hijra, lié à Ben Laden.
  - Le journaliste Franck Herriot révèle qu'au moins 107 des 138 membres du réseau Chalabi, arrêtés en 1994 et jugés en 1999, sont aujourd'hui en liberté sur le sol français.
  - Création de la société « Lyon Turin Ferroviaire » chargée de la première phase du projet de nouvelle liaison ferroviaire Lyon - Turin.
- Aux États-Unis, un premier bilan provisoire des attentats du 11 septembre estime à le nombre de morts certains à 307 et le nombre de disparus à 5 960.

## Samedi29 septembre 2001
- La Communauté européenne propose de modifier les règles communes en ce qui concerne :
  - l'attribution des créneaux horaires dans les aéroports de la Communauté.
  - l'installation et à l'utilisation, dans la Communauté, de limiteurs de vitesse sur certaines catégories de véhicules à moteur.
- Création de la société européenne « Galileo » chargée de développer le nouveau système européen de radionavigation par satellite.

## Dimanche30 septembre 2001
- Formule 1 : Grand Prix automobile des États-Unis.

## Naissances
- 2 septembre : Can Keles, footballeur autrichien
- 4 septembre : Froukje Veenstra, chanteuse néerlandaise
- 7 septembre : Jason Dupasquier, pilote de vitesse moto suisse († 30 mai 2021)
- 8 septembre :
  - Nikola Štulić, footballeur serbe
  - Lennikim, chanteur canadien
- 9 septembre : Alexandre Penetra, footballeur portugais
- 10 septembre : Ajna Késely, nageuse hongroise
- 12 septembre :
  - Karol Knap, footballeur polonais
  - Niccolò Pierozzi, footballeur italien
  - Itsuki Someno, footballeur japonais
- 15 septembre : Lisbeli Vera Andrade, athlète handisport vénézuélienne
- 17 septembre :
  - Asanda, chanteuse britannique
  - Chrístos Mandás, footballeur grec
- 19 septembre : Isak Dybvik Määttä, footballeur norvégien
- 24 septembre : Clare Foley, actrice américaine
- 25 septembre : Isaak Davies, footballeur gallois
- 26 septembre : João Pedro, footballeur brésilien
- 29 septembre : Giorgi Moistsrapishvili, footballeur géorgien
- 30 septembre : Isaac Nuhu, footballeur ghanéen

## Décès
- 2 septembre : Christiaan Barnard, médecin sud-africain (° 8 novembre 1922).
- 3 septembre :
  - Pauline Kael, 82 ans, critique de cinéma américaine (° 19 juin 1919).
  - Thuy Trang, 27 ans, actrice américano-vietnamienne, Trini Kwan dans Mighty Morphin Power Rangers.
- 9 septembre : Ahmed Shah Massoud, homme politique afghan (° 2 septembre 1953).
- 16 septembre : François Bédarida, historien français (° 14 mars 1926).
- 22 septembre : Isaac Stern, violoniste américain d'origine judéo-ukrainienne (° 21 juillet 1920).
- 29 septembre : Christian Robini, coureur cycliste français (° 11 janvier 1946).